# Unbiunium
Az unbiunium a 121-es rendszámú, még fel nem fedezett kémiai elem ideiglenes neve. Másik neve eka-aktínium. Vélhetően szilárd halmazállapotú szuperaktinoida. Becsült atomtömege 299. Az oganessonra alapozott elektronszerkezete: [Og]{\displaystyle 5g^{1}}{\displaystyle 8s^{2}}
Az ideiglenes név a rendszám három számjegyéből alakult ki. Első elemként van g-alhéja, ami következtében az ötödik héjon még egy elektron található. Mivel nem létezik természetes izotópja, mesterségesen állítják elő, magfúzió segítségével.

## Elektronszerkezete
Az unbiunium az első olyan kémiai elem, amelynek atomjában alapállapotban g alhéjon tartózkodhat egy elektron. Ezzel az unbiunium lenne a g-mező első eleme. Ugyanakkor sem a lantán, sem az aktínium esetén nem fordul elő ilyen állapot az f-mező esetén, ezek a fémek tehát az átmenetifémek közé tartoznak, és az unbiunium harmadik vegyértékelektronja is hasonlóan viselkedhet. Számítások szerint az unbiunium alapállapotú elektronszerkezete 8s28p1.